# 톰 코트니 (육상 선수)
토머스(톰) 윌리엄 코트니[Thomas(Tom) William Courtney, 1933년 8월 17일~2023년 8월 22일)는 전 미국의 육상 선수이자, 1956년 멜버른 올림픽 2관왕이었다.
뉴저지주 뉴어크에서 태어나 포드햄 대학교 재학 중, 1955년 NCAA 880 야드(805m)를 우승하여 국내적으로 두드러졌다.
1956년 AAU 선수권 대회에서 400m, 1957년과 1958년 880 야드를 우승한 코트니는 멜버른 올림픽 800m 결승전에서 영국의 데릭 존슨과 추억적인 결투를 벌였다. 40m가 남으면서 존슨이 좁은 선두를 이끌었으나 결국 코트니가 0.13초 차이로 우승하였다.
또한 1600m 릴레이에서 최종 주자로서 우승하였으며, 이듬해 880 야드에서 1분 46.8초의 세계 기록을 세우기도 하였다.
1955년 학사를 취득하였고, 1994년 이래 포드햄 대학교의 위대한 선수로서 자신의 사인이 담긴 대학 팀 재킷이 걸려있다.